# Parallelia conspicua
Parallelia conspicua là một loài bướm đêm trong họ Erebidae.